# Гусинский, Александр Владимирович
Александр Владимирович Гусинский (род. 14 февраля 1944) — советский и казахстанский политик, депутат Сената Парламента Республики Казахстан (1996—1999, 2002—2008).

## Биография
Родился и вырос Александр Гусинский в селе Подгорном Кокпектинского района Восточно-Казахстанской области. Отец работал преподавателем в Семипалатинском сельхозтехникуме. Когда ему было пять лет, родители расстались. Мать, Надежда Павловна, собрала вещи и уехала с сыном в село Подгорное, где проживали ее родственники.
Учился в Воздвиженской школе-семилетке. Среднее образование завершал в райцентре Кокпекты. В 1957 году он стал свидетелем испытания атомной бомбы на Семипалатинском полигоне, тогда он был на каникулах, пас отару.
В армии был начальником смены, старшим сержантом, в институте – командиром строительного отряда, потом завучем, директором школы, Восточно-Казахстанского совхоза-техникума. После распада СССР возглавил Шемонаихинский район.
Окончил Усть-Каменогорский педагогический институт по специальности «учитель математики» (1969), Алма-Атинскую высшую партийную школу (1976-1978), Алма- Атинский институт народного хозяйства (1979, заочно).
Послужной список:
- 1962-1965 служба в армии;
- 1965-1969 учёба в институте;
- 1969-1976 завуч, директор средних школ в Большенарымском районе Восточно-Казахстанской области, заведующий отделом Большенарымского райкома Компартии Казахстана;
- 1976-1978 слушатель Алма-Атинской высшей партийной школы;
- 1978-1983 заведующий отделом Зыряновского райкома, секретарь Уланского райкома партии;
- 1983-1992 директор совхоза-техникума в Таврическом районе Восточно-Казахстанской области;
- 1992-1995 глава администрации, аким Шемонаихинского района Восточно-Казахстанской области;
- январь 1996 – декабрь 1999 депутат Сената Парламента Республики Казахстан от Восточно-Казахстанской области, член Комитета по экономике, финансам и бюджету;
- декабрь 1999 – октябрь 2002 председатель Антимонопольного комитета по Восточно-Казахстанской области, директор Департамента Агентства Республики Казахстан по регулированию естественных монополий, защите конкуренции и поддержке малого бизнеса по Восточно-Казахстанской области;
- 2002-2008 депутат Сената Парламента Республики Казахстан от Восточно-Казахстанской области, член Комитета по экономике, финансам и бюджету, член Комитета по законодательству и правовым вопросам.

По состоянию на 2015 и 2020 год числился независимым членом Совета директоров АО «Жайремский горно-обогатительный комбинат».
Член ЦКК КПСС (1990-1991). Член НДП «Нур Отан».
Награжден орденом «Құрмет» (2003) четырьмя медалями, Почётной грамотой Сената Парламента Республики Казахстан (04.12.2008).
Жена: Гусинская Валентина Васильевна. Дочери - Лариса (1969 г.р.), Татьяна (1974 г.р.)